# Asplenium auriculatum
Asplenium auriculatum är en svartbräkenväxtart som beskrevs av Olof Peter Swartz. Asplenium auriculatum ingår i släktet Asplenium och familjen Aspleniaceae. Inga underarter finns listade.